# Храстє (Шентюр)
Храстє (словен. Hrastje) — поселення в общині Шентюр, Савинський регіон, Словенія. 
Висота над рівнем моря: 367,5 м.